# Silvia Benedetti
Silvia Benedetti (Padova, 24 ottobre 1979) è una politica italiana, deputata alla Camera nella XVII e XVIII legislatura della Repubblica Italiana, eletta con il Movimento 5 Stelle per poi essere espulsa per il caso dei rimborsi truccati nel 2018.

## Biografia
Biologa, per un periodo Responsabile della qualità e sicurezza alimentare in un'azienda marchigiana di San Benedetto del Tronto, in provincia di Ascoli Piceno.
Attivista del Movimento 5 Stelle (M5S) dal 2011, alle elezioni comunali in Veneto del 2012 si è candidata tra le sue liste al consiglio comunale di Vigonza.
Alle elezioni politiche del 2013 viene candidata alla Camera dei deputati, tra le liste del M5S nella circoscrizione Veneto 1, venendo eletta deputata. Nella XVII legislatura della Repubblica è stata componente e segretaria della 13ª Commissione Agricoltura.
Alle elezioni politiche del 2018 viene ricandidata alla Camera, nel collegio plurinominale Veneto 2 - 01 tra le liste del Movimento 5 Stelle, ma in seguito allontanata durante la campagna elettorale in corso per il caso dei rimborsi truccati all’interno del M5S. Nonostante l'allontanamento rimane comunque candidata per il M5S, e viene rieletta deputata.
Il 20 aprile 2018 entra a far parte della componente del gruppo misto MAIE-Movimento Associativo Italiani all'Estero. Il 6 giugno vota comunque la fiducia al Governo Conte I di Movimento 5 Stelle e Lega.
Dal 19 aprile 2019 fa parte della componente “Sogno Italia-Dieci volte meglio” cui aderiranno anche Catello Vitiello e Giorgio Silli e che l’11 settembre cambierà nome in “Cambiamo!-Dieci volte meglio” con l’adesione di alcuni deputati ex Forza Italia che hanno seguito Giovanni Toti in Cambiamo!.
Al voto di fiducia per il Governo Conte II (M5S-PD), La componente Cambiamo! esprime voto contrario. Il 17 dicembre dello stesso anno lascia la componente parlamentare.
L’8 febbraio 2022 aderisce alla nuova componente nel gruppo misto alla Camera "ManifestA" sotto le insegne di Potere al Popolo e Partito della Rifondazione Comunista-Sinistra Europea.
Alle elezioni regionali nel Lazio del 2023 si è candidata tra le liste di Unione Popolare, nella circoscrizione di Roma a sostegno di Rosa Rinaldi, ma, a causa del mancato raggiungimento della soglia di sbarramento, non sarà eletta in consiglio regionale del Lazio.